# Сборная России по мини-футболу
Национальная сборная России по футзалу представляет Россию на международных соревнованиях по мини-футболу и контролируется Российским футбольным союзом. Высшим достижением сборной России на чемпионатах Европы является победа в 1999 году в финале над Испанией, на чемпионатах мира — финал первенства мира 2016 года в Колумбии, в котором Россия уступила Аргентине. Выступавший за сборную России Константин Ерёменко, ставший в 1999 году чемпионом Европы, был признан лучшим игроком в мини-футбол XX века.
На чемпионате мира в 1996 году россияне стали бронзовыми призёрами. Также они стали первыми официальными чемпионами континента в 1999 году, обыграв в финале испанцев. С чемпионатами Европы по мини-футболу связаны и другие успехи сборной: серебро в 1996, 2005, 2012, 2014, 2016, 2022, а также бронза в 2001, 2007 и 2018 годах.

## История

### Создание сборной (1991)
Вскоре после первого чемпионата СССР по мини-футболу прошёл первый в истории сбор сборной СССР по мини-футболу. Он прошёл в Ростове-на-Дону с 24 по 31 марта 1991 года. Сборная сыграла с местными командами пять матчей и выиграла каждый из них. Получив приглашение от Итальянской федерации футбола, вскоре сборная СССР отправилась в Агридженто на свой первый международный турнир c участием сборных Италии, Венгрии и Чехословакии. Состав команды был следующим:
В. Владющенков, И. Семёнов, А. Верижников, А. Бабошкин, А. Гартинский (все — «КСМ-24» Москва), И. Долгарёв («Агрос-Интекс» Кишинёв), Ю. Маслаков, М. Дубинин (оба —«Металлург» Алдан), О. Солодовник, К. Ерёменко (оба — «Механизатор» Днепропетровск), С. Кощуг («Валеология» Кишинёв), Р. Али-Заде («Нефтчи» Баку); тренер — А. Рымко, руководитель делегации — С. Андреев
Первым в истории оппонентом СССР в международных мини-футбольных матчах стала Венгрия. Матч состоялся 24 апреля 1991 года, и советские футболисты одержали победу со счётом 6:2. Первый мяч в истории сборной забил Андрей Бабошкин. Также уже тогда отличился Константин Ерёменко, который впоследствии на долгие годы станет лидером российской сборной. В финале турнира сборной СССР предстояло встретиться с хозяйкой турнира сборной Италии. Уступая по ходу матча, советские футболисты в итоге вырвали победу со счётом 5:4. Константин Ерёменко на этот раз отметился хет-триком.
Следующие международные матчи сборная СССР провела в октябре на очередном турнире, организованном Итальянской федерацией футбола в Анконе. В полуфинале со счётом 8:0 была разгромлена сборная Бельгии, а в финале ей вновь противостояли итальянцы. В основное время матча счёт так и не был открыт, а в серии пенальти советские футболисты вновь вырвали у хозяев победу в турнире. Это был последний матч в истории сборной СССР по мини-футболу. Таким образом, за свою короткую историю она одержала победу в каждом из сыгранных международных матчей.

### Первое испытание (1992)

Константин Ерёменко (1970—2010) — лучший бомбардир в истории сборной

Сборная СНГ по мини-футболу дебютировала в международных матчах в Москве на товарищеском турнире с участием сборных Латвии, Словакии и Италии. Новая сборная продолжила начинание своей предшественницы и победила во всех матчах. В своём первом матче сборная СНГ 19 марта обыграла сборную Латвии — 4:1.
Вскоре футболисты СНГ отправились в Испанию для дебюта в официальных матчах в рамках отбора на Чемпионат мира 1992 года. Им предстояло встретиться со сборными Польши, Испании, Чехословакии и Венгрии. Уже первые два матча показали, что выполнение задачи выхода в финальную стадию будет нелёгким: футболисты СНГ сыграли вничью с поляками и уступили испанцам. Выиграв у чехословаков, им требовалось взять хотя бы ничью в матче с венграми. За считанные минуты до конца матча сборная Венгрии была впереди, но гол Константина Ерёменко позволил вырвать сборной СНГ путёвку на мировое первенство.
Готовиться к поездке в Гонконг начала уже сборная России по мини-футболу. Свой первый матч россияне сыграли в Голландии на международном турнире с участием сборных Бельгии, Чехословакии и Голландии. Первый матч россияне играли против бельгийцев и одержали победу со счётом 6:4. Но поражение от хозяев позволило занять им лишь второе место на турнире.
Из футболистов, отправившихся в Гонконг, сразу восемь представляли недавно созданный московский клуб «Дина». В их числе Борис Чухлов и Алексей Степанов, некогда становившиеся чемпионами СССР по футболу в составе ленинградского «Зенита». Ещё по два футболиста в команду делегировали московский КСМ-24 и челябинский «Феникс».
Первую игру на ЧМ-92 сборная России играла против сборной США, бронзового призёра предыдущего чемпионата. Неожиданно россияне уступили с крупным счётом 3:8, но шансы на выход в следующую стадию не потеряли. Следующий матч был против сборной Китая, и теперь был уже черёд россиян громить соперника — 10:1. Семь мячей записал на свой счёт Константин Ерёменко. Решающим стал матч против сборной Испании, выигравшей до этого оба поединка. Как и матч против китайцев, он стал бенефисом Еременко, забившего шесть мячей, но этого хватило лишь для ничьей 7:7, которая сборную России не устраивала. Таким образом, россияне закончили своё выступление на турнире. Самым светлым моментом в нём стала игра Константина Ерёменко, забившего в трёх матчах пятнадцать мячей и едва не ставшего лучшим бомбардиром турнира. В итоге он забил на мяч меньше иранца Раджаби-Ширази, хотя сыграл всего три матча вместо восьми, сыгранных иранцами и другими полуфиналистами турнира.

### Первые медали (1995—1996)
После гонконгского первенства планеты сборная не собиралась более трёх лет. Такой перерыв был вызван отсутствием всяких официальных турниров, ведь чемпионат Европы тогда ещё не проводился. В это время происходило развитие чемпионата России и становление «золотой» «Дины», на долгие годы ставшей базовым клубом сборной. Помимо Константина Ерёменко в ней блистали Темур Алекберов, Аркадий Белый, Александр Верижников, Дмитрий Горин и Олег Денисов, которые и составили костяк сборной.

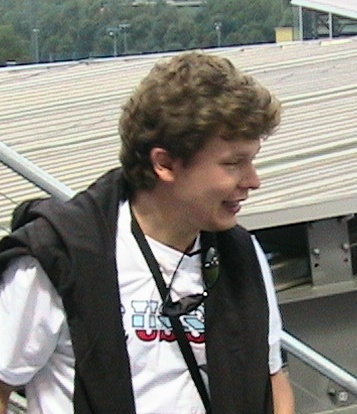
Аркадий Белый — один из лидеров российской сборной 90-х

В октябре 1995 года россиянам предстояли отборочные матчи на экспериментальный чемпионат Европы, который в свою очередь являлся отбором на чемпионат мира 1996 года. Их соперниками в отборочной группе стали сборные Бельгии, Белоруссии, Молдавии и Словении. Россияне с трудом вырвали победу в первом матче отбора, одолев бельгийцев со счётом 6:5, зато все последующие матчи были выиграны с солидным преимуществом, а в матче с молдаванами был и вовсе зафиксирован счёт 31:0.
В групповом этапе дебютного чемпионата Европы соперниками сборной России стали сборные Украины и Италии. В напряжённом матче россияне победили украинцев со счётом 3:2, а итальянцы благодаря хет-трику Ерёменко были разгромлены со счётом 5:1. В полуфинале россияне учинили ещё один разгром, победив со счётом 6:2 бельгийцев. Дублем помимо Ерёменко тогда отметился Алексей Киселёв — один из немногих бомбардиров сборной того времени, никогда не выступавших за «Дину». Отличился он и в финале турнира против испанцев, однако этого россиянам для победы не хватило. Покер Висентина принёс хозяевам победу со счётом 5:3. Тем не менее, россияне по результатам турнира не только квалифицировались на чемпионат мира, но и выиграли первые медали в своей истории.
В ноябре 1996 года сборная России вернулась в Испанию для участия в мировом первенстве. На первом этапе её соперниками стали сборные Нидерландов, Аргентины и Китая. Начало турнира выдалось для россиян настораживающим: ни одной победы в первых двух матчах, поединки против голландцев и аргентинцев завершились с одинаковым счётом 2:2. Однако разгром китайцев со счётом 11:1 позволил сборной России занять в своей группе второе место после сборной Нидерландов и пройти в следующий раунд. Там её ожидали сборные Испании, Италии и Бельгии. Несмотря на проигрыш испанцам (0:2), в следующих двух матчах россияне обыграли итальянцев (3:0) и бельгийцев (6:2), чем проложили себе дорогу в полуфинал. В этих победных играх отметился голами единственный представитель сборной из немосковского клуба Вадим Яшин, игравший тогда за екатеринбургский ВИЗ.
В полуфинале сборная России со счётом 2:6 уступила сборной Бразилии, впоследствии обыгравшей в финале сборную Испании. Россиян же ждал матч за третье место против украинцев. Борьба в матче шла до последних секунд, но благодаря дублю Аркадия Белого сборная России выиграла первые и до 2014 года единственные медали чемпионата мира в своей истории.

### Путь к вершине Европы (1998—1999)

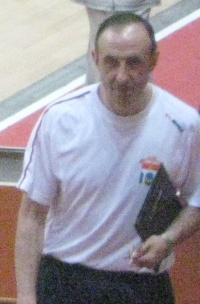
Михаил Бондарев — главный тренер «золотой» сборной

В конце 1998 года в Москве прошли отборочные матчи на чемпионат Европы по мини-футболу. Соперниками россиян в отборочной группе стали всего две команды — сборные Словении и Греции, которые были просто сметены со своего пути хозяевами. Греки были обыграны со счётом 24:0, словенцы — со счётом 7:0 (пять мячей на счету Ерёменко), и россияне прошли в финальную стадию турнира.
Почти все россияне, отправившиеся на чемпионат Европы 1999 года, представляли московскую «Дину», поэтому неудивительно, что их возглавил главный тренер московского гранда Михаил Бондарев. Единственным игроком не из «Дины», выходившим на паркеты Испании, стал «визовец» Денис Агафонов.
Соперниками россиян по групповому этапу стали сборные Италии, Бельгии и Португалии. Первый матч был против итальянцев. Благодаря дублю Ерёменко россияне вели в два мяча за четыре минуты до конца матча, но в итоге итальянцам удалось вырвать ничью 3:3. Матч с бельгийцами также выдался напряжённым, но в концовке сборная России дожала соперника и победила с разгромным счётом 5:1. Победный гол записал на свой счёт Агафонов. В последнем матче группового этапа россияне обыграли португальцев со счётом 3:1 и вышли в полуфинал.
Соперником сборной России по полуфиналу стала сборная Нидерландов. Матч выдался очень богатым на голы, однако россияне вели на протяжении всей встречи и довели счёт до победных 9:6. Покер на свой счёт записал Ерёменко, дублем отметился Михаил Маркин, по одному голу на счету Дмитрия Горина, Темура Алекберова и Александра Верижникова.
В финале россиян как и на предыдущем чемпионате Европы поджидали хозяева турнира сборная Испании. Хавьер Лоренте вывел испанцев вперёд на седьмой минуте, его гол так и остался единственным в первом тайме. На двадцать восьмой минуте матча Аркадию Белому удалось сравнять счёт, а четырьмя минутами позже превосходную комбинацию разыграли Верижников и Алекберов, в результате чего последний слёту отправил мяч в ворота хозяев — 2:1. Однако уже спустя мгновение Хави Санчес наказал россиян за потерю мяча в собственной штрафной и сравнял счёт. Впрочем, тут же россияне вновь вышли вперёд: испанцы превысили лимит нарушений, а Ерёменко уверенно реализовал двенадцатиметровый удар. Но и после этого испанцы недолго были в роли догоняющих: Хавьер Лоренте оформил дубль.
После ударной трёхминутки, за которую каждая команда забила по два гола, последовало затишье. По завершении основных 40 минут матча последовало два пятиминутных овертайма, однако больше голов с игры в тот вечер не произошло. Испанских зрителей ожидала серия пенальти и дуэль двух вратарей: Хесус против Олега Денисова. Первому номеру российской сборной удалось отразить два удара испанцев, в то время как Хесус не смог ничего противопоставить ударам Горина, Верижникова и Алекберова. Точку в матче поставил мощный выстрел Ерёменко, оформивший первое и пока единственное чемпионство сборной России.

### Четвёртые в Гватемале (2000)
В рамках отбора на чемпионат мира 2000 года чемпионы Европы победили сборные Латвии (3:0), Македонии (10:0) и Бельгии (1:0). Затем в напряжённой борьбе россияне обыграли хозяев отборочного раунда сборную Польши (2:1) и выполнили задачу отбора.
Костяк сборной, поехавшей на мировое первенство в Гватемалу, по-прежнему составляли игроки «Дины». Дебютировал в турнирах высокого уровня молодой «диновец» Борис Купецков. Другие команды представляли Денис Агафонов (ВИЗ), Владислав Щучко («Норильский никель»), Сергей Малышев и Геннадий Ионов (оба — «ГКИ-Газпром»).
Стадию первого раунда россияне преодолели без особых проблем, поочерёдно одолев хорватов (4:2), костариканцев (6:1) и австралийцев (10:1). Трудности ожидали их в следующем раунде, где их соперниками стали сборные Бразилии, Аргентины и Египта. Вначале россияне со счётом 7:1 разгромили аргентинцев, и ничто не предвещало беды. Но проигрыш египтянам (4:6) резко поставил под вопрос дальнейшее турнирное продвижение команды Михаила Бондарева. В последнем матче раунда россияне со счётом 2:6 уступили бразильцам, но чуть ранее аргентинцы победили египтян. Таким образом, сразу три команды группы набрали по 3 очка, но разгром, учинённый аргентинцам, позволил россиянам набрать лучшую разницу мячей и пройти в полуфинал.
В полуфинале россиян ожидала хорошо знакомая сборная Испании. Дубль Верижникова, казалось, переводил игру в дополнительное время, но на последней минуте матча Даниэль принёс победу испанцам. Как и четыре года назад, россияне уступили будущим чемпионам мира. В матче за 3-е место им предстояло сыграть со сборной Португалии. Голы Агафонова и Купецкова вывели сборную России вперёд, но во втором тайме португальцы переломили ход матча и победили со счётом 4:2.

### Домашнее первенство Европы (2001)

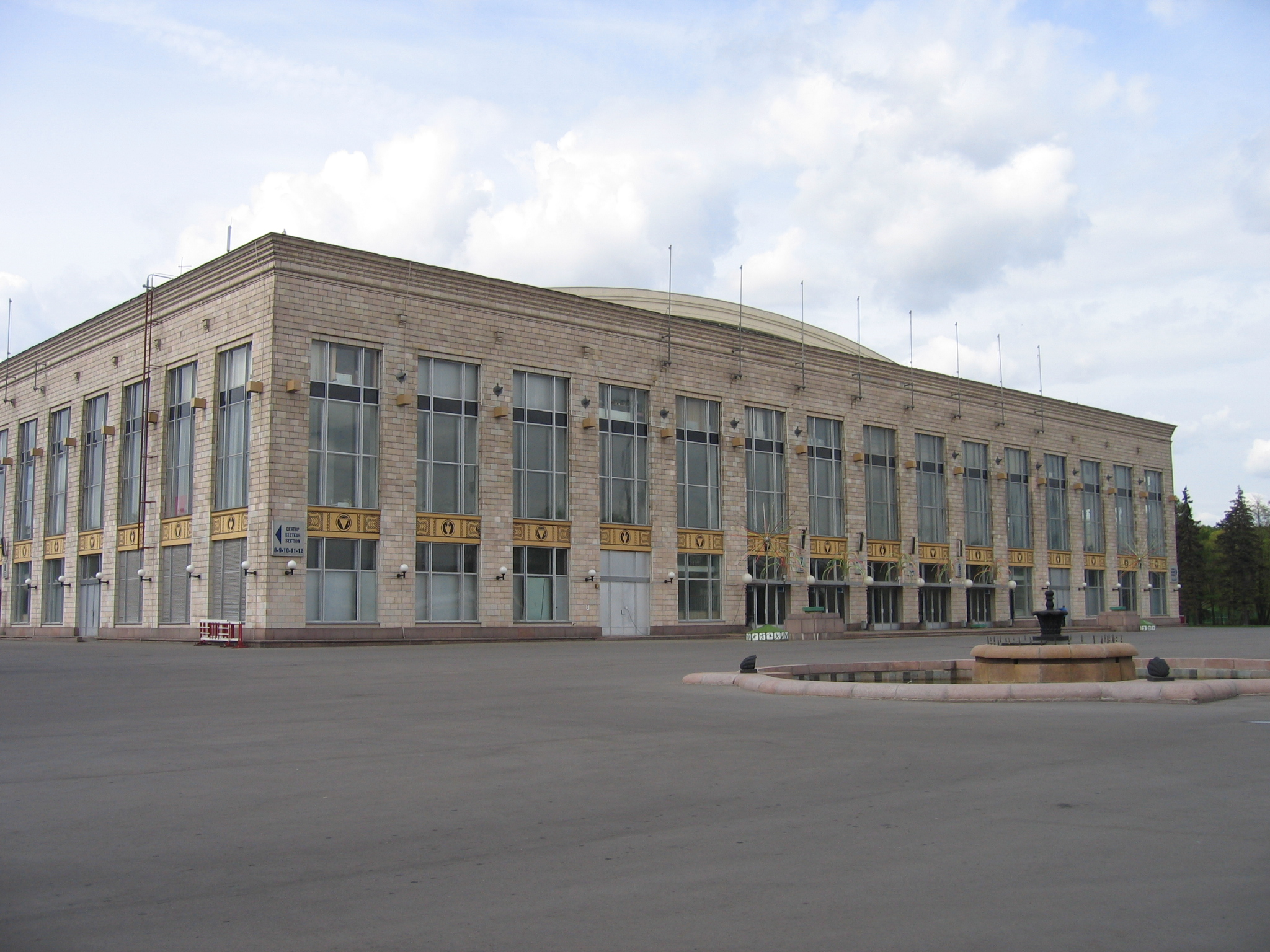
Дворец спорта «Лужники» — место проведения чемпионата Европы 2001 года

За успех на последнем чемпионате Европы сборная России была вознаграждена правом проведения следующего европейского первенства. Соответственно, россияне избежали отбора и сразу попали в финальную стадию турнира.
Состав сборной с недавнего чемпионата мира практически не изменился. Новыми игроками в нём стали Сергей Иванов и Андрей Соловьёв из «Норильского никеля». Большинство футболистов по-прежнему представляло «Дину». В том году именитый клуб впервые в истории сложил свои чемпионские полномочия. Вскоре завершил свою карьеру Константин Ерёменко, прекратили выступления за сборную Темур Алекберов, Аркадий Белый, Александр Верижников и Олег Денисов. Для всех них, на протяжении долгих лет являвшихся лидерами национальной сборной, московское первенство Европы стало последним турниром в её составе.
Сборная России попала в одну группу вместе со сборными Италии, Нидерландов и Чехии. Первый матч команде Михаила Бондарева предстояло сыграть против итальянцев. Несмотря на усилия дебютантов сборной Иванова и Соловьёва, забивших по голу, россияне уступили со счётом 3:4. Однако победы в следующих матчах над голландцами (4:0) и чехами (4:2) позволили хозяевам выйти в полуфинал. Один из голов в ворота голландцев забил Константин Ерёменко. Этот гол стал для него последним в составе сборной. Со 122 забитыми мячами он и ныне возглавляет список бомбардиров сборной России, значительно опережая всех преследователей.
В полуфинале хозяев турнира ожидала схватка со сборной Испании, несколькими месяцами ранее ставшей чемпионом мира. В середине первого тайма Хави Родригес вывел испанцев вперёд, а за пять минут до конца матча их преимущество удвоил Даниэль. За минуту до конца матча отличился Аркадий Белый, но на большее россиян не хватило и они сложили полномочия европейских чемпионов. В матче за третье место сборная России благодаря голам Алекберова и Иванова обыграла сборную Италии.

### Смена поколений (2002—2003)

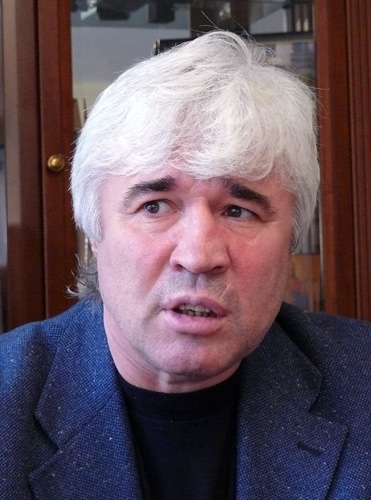
Евгений Ловчев — тренер сборной в 2002—2003 годах

Михаил Бондарев, расценивший третье место россиян на домашнем чемпионате Европы как неудачу, принял решение покинуть сборную. Его место занял известный в прошлом футболист Евгений Ловчев, в последние годы добившийся больших успехов во главе мини-футбольного «Спартака». Лидеры сборной последнего десятилетия завершили выступления за неё, так что перед Ловчевым стояла задача формирования фактически новой команды.
Первые официальные матчи сборная Россия провела лишь через год после назначения Ловчева — ей предстояло пройти отбор на чемпионат Европы 2003 года. С поставленной задачей россияне справились без труда, поочерёдно одолев сборные Израиля (6:1), Латвии (7:0) и Венгрии (6:2). Эти матчи стали первыми официальными не только для Ловчева, но и для ряда игроков, им вызванных. Впервые ворота сборной защищал игрок «ВИЗ-Синары» Сергей Зуев, на долгие годы ставший первым вратарём россиян; также за национальную команду дебютировали Константин Маевский и Денис Абышев.
К матчам финальной стадии чемпионата Европы Ловчев привлёк ещё больше новичков. На свой первый крупный турнир попали молодые уральцы Дамир Хамадиев и Владислав Шаяхметов. Всего в составе было сразу пять игроков из возглавляемого Ловчевым «Спартака», четыре игрока из екатеринбургского «ВИЗ-Синары» и по два игрока из «Норильского никеля» и свежеиспечённого чемпиона страны «Динамо». Из «Дины», ещё недавно являвшейся базовым клубом сборной, не было вызвано ни одного игрока.
Россияне попали в одну группу со сборными Чехии, Словении и Италии. Пропустив гол на последней минуте, команда Ловчева со счётом 1:2 уступила чехам в первом матче группового этапа. Затем россияне с трудом одолели словенцев (4:3), и всё должен был решить матч против итальянцев. Борьба в матче шла до последней секунды, однако вновь, как и в матче с чехами, сборная России пропустила решающий мяч на последней минуте и потерпела поражение со счётом 0:1.
Таким образом, россияне впервые в истории не вышли в плей-офф чемпионата Европы. Вскоре после турнира Ловчев покинул пост главного тренера сборной. Тем не менее, ему удалось внести вклад в её развитие, так как именно он впервые привлёк в сборную многих игроков, впоследствии выступавших за неё на протяжении долгих лет и продолжающих выступать сейчас.

### Боснийский провал (2003)
Следующим тренером сборной был назначен малоизвестный на тот момент специалист Олег Иванов, до этого тренировавший московский клуб «Интеко». Первым испытанием для сборной под его руководством стал отбор на чемпионат мира 2004 года. В первом раунде сборной России предстояло сразиться со сборными Македонии и Боснии и Герцеговины.
В Сараево, где проходили матчи отбора, отправились как молодые футболисты, дебютировавшие в сборной при Ловчеве, так и опытные игроки вроде Темура Алекберова и Дмитрия Горина. Новичками команды стали братья Антиповы из ЦСКА и Юрий Король из «Норильского никеля». Ряд игроков не сумели попасть в состав из-за травм, однако накануне игр эти проблемы казались несущественными, так как соперники россиян не причислялись даже к середнякам европейского мини-футбола.
Проблемы российской команды обнаружились уже в первом матче. Россияне уступали македонцам после первого тайма и лишь на последней минуте добились преимущества в два мяча, установив окончательный счёт (6:4). Матч с боснийцами они начали более уверенно, выиграв первый тайм со счётом 2:0. Однако затем, перейдя на игру вторым номером, команда Олега Иванова пропустила трижды, при этом не забила ни разу. Победу в матче и в отборочной группе праздновали хозяева, а россияне впервые в истории потерпели крах в отборе на международный турнир. Впоследствии боснийцы в двух стыковочных матчах уступили путёвку на мировое первенство чехам, хотя и навязали им серьёзную борьбу.

### Чешское серебро (2004—2005)

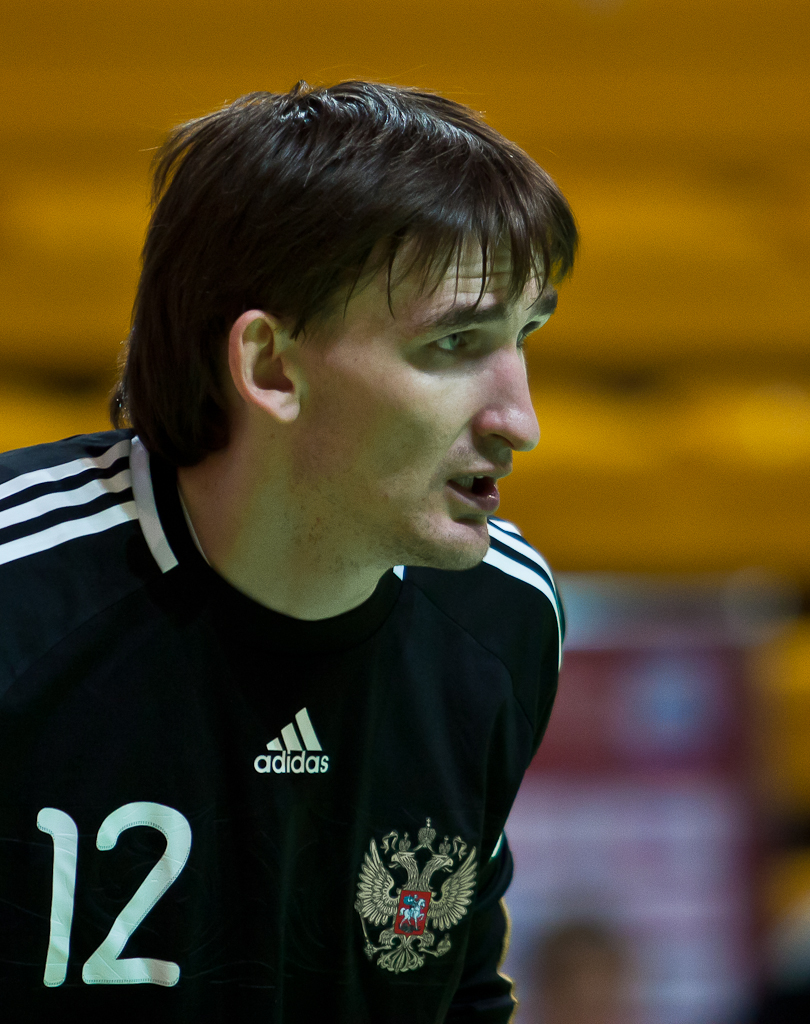
Сергей Зуев — вратарь сборной России с 2002 по 2012 год

Несмотря на провал в отборе на мировое первенство, Олег Иванов продолжил работу в сборной. Уже через два с половиной месяца после игр в Сараево россиян ожидал ещё один отбор, на этот раз на чемпионат Европы 2005 года. Несмотря на то, что тренерский штаб сборной не сделал кардинальных изменений в составе, на этот раз россияне уверенно прошли отбор, поочерёдно обыграв сборные Азербайджана (5:0), Грузии (11:2) и Сербии и Черногории (5:2). Единственным новичком сборной был игрок «ВИЗ-Синары» Павел Чистополов. Молодой нападающий стал одним из главных героев отбора, забив в трёх матчах четыре гола.
Большинство игроков, отправившихся в Чехию, представляло три клуба: «Динамо», «ВИЗ-Синару» и «Дину». Последний клуб, некоторое время не делегировавший своих игроков в сборную, на этот раз представляло сразу четыре футболиста. Трое из них были дебютантами команды: это Александр Фукин, Константин Душкевич и Александр Левин. А четвёртым игроком был вернувшийся в сборную чемпион Европы Михаил Маркин. Ворота команды наряду с Сергеем Зуевым отправился защищать вратарь «Динамо» Павел Степанов.
В первом матче турнира россияне благодаря дублям Маркина и Шаяхметова со счётом 5:3 одолели голландцев. Затем со счётом 4:1 были обыграны чехи. В последнем матче группового этапа команда Олега Иванова проиграла украинцам (1:2), однако это не помешало ей выйти из группы. В полуфинале её ждала сборная Италии.
В игре с действующими чемпионами Европы россияне дважды оказывались в роли догоняющих. Однако дубль Шаяхметова, а также голы Иванова и Левина, принесли победу россиянам — 4:2. В финальном матче их соперником стала сборная Испании. В начале второго тайма испанцы повели 2:0. Десятью минутами позже Душкевич сократил разрыв, но после этого счёт больше не менялся. По итогам турнира сборная России стала обладателем серебряных медалей.

### Португальская бронза (2006—2007)

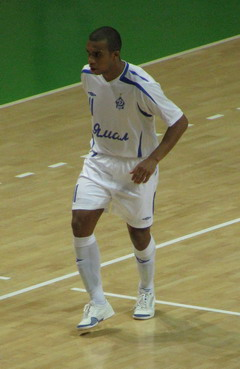
Сирило — бразильский игрок сборной России

В октябре 2005 года специальным указом Президента России бразильские игроки московского «Динамо» Сирило и Пеле Джуниор получили российское гражданство и стали кандидатами в сборную России. Их дебют в сборной произошёл год спустя. А в начале следующего года Пеле Джуниор вошёл в состав сборной на отборочные игры чемпионата Европы 2007 года. Дебют в официальных матчах второго бразильца Сирило был отложен до финальной части турнира.
Помимо вызова бразильца, состав сборной на эти игры примечателен тем, что в него впервые вошли Сергей Сергеев и Марат Азизов из ЦСКА, а также Павел Кобзарь из «Динамо».
Россияне уверенно прошли отбор, поочерёдно разгромив сборные Латвии (4:1), Греции (8:0) и Венгрии (5:0). Армейские новички сборной отметились забитыми голами, точно так же как и Кобзарь. А лучшим бомбардиром отбора с четырьмя забитыми мячами стал другой «динамовец» Константин Маевский.
В первом матче финальной стадии турнира сборная России встретилась со сборной Сербии. Бразильский новичок сборной Сирило сделал в этом матче хет-трик, что в сумме с голами Шаяхметова и Хамадиева принесло россиянам победу со счётом 5:3. Во втором матче команда Олега Иванова победила украинцев со счётом 4:1, причём последний гол забил вратарь Сергей Зуев. Лишь в третьем матче россияне уступили испанцам (1:4), но это поражение не помешало им выйти в плей-офф.
Соперником России по полуфиналу стала сборная Италии. Дебют матча прошёл для россиян неудачно: Грана отличился со штрафного, что во многом и предопределило исход матча. Россияне атаковали на протяжении всего матча, неоднократно попадали в каркас ворот, но отличиться так и не смогли, в то время как итальянцы успешно реализовали одну из контратак. Итог матча — победа итальянцев со счётом 2:0. Сборной России оставалось лишь сыграть матч за третье место, где она с минимальным счётом (3:2) победила сборную Португалии. Победный мяч записал на свой счёт Шаяхметов, впоследствии признанный по итогам 2007 года лучшим игроком мира. Отличился в этом матче и Сирило. Пять забитых на турнире мячей позволили ему разделить звание лучшего бомбардира с испанцем Даниэлем и сербом Райичем.

### Возвращение на чемпионат мира (2008)
Согласно жеребьёвке отбора на чемпионат мира 2008 года, россияне попали в группу, состоящую всего из трёх сборных. А после того как сборная Франции отказалась от участия в турнире, осталось всего два участника группы. Таким образом, групповой этап в российской группе состоял всего из одного матча — против сборной Сербии. В напряжённом матче россияне одержали победу со счётом 3:2. Голами в их составе отметились Душкевич, Маевский и Шаяхметов.
Вдобавок к Сирило и Пеле Джуниору, вызов в сборную получил ещё один бразильский «динамовец» — Пула. Однако втроём бразильцы провели всего один матч, после которого Пеле Джуниор в команду больше не вызывался.
В плей-офф отбора сборную России ожидало противостояние со сборной Белоруссии. В гостевом матче россияне победили со счётом 5:1, а в домашнем сыграли вничью — 1:1. Лучшим бомбардиром отбора стал Шаяхметов, отличившийся в каждом матче. Через несколько месяцев он сенсационно перешёл из екатеринбургского «ВИЗ-Синары» в московское «Динамо».

Дмитрий Прудников — лучший молодой игрок мира 2008 года

Долгожданным новичком в составе сборной на чемпионат мира стал 20-летний игрок «ВИЗ-Синары» Дмитрий Прудников, уже давно блиставший в составе своей команды, но до этого времени не вызывавшийся Олегом Ивановым в сборную. Также из молодых игроков екатеринбургской команды в состав вошёл Константин Агапов. А молодёжь «Тюмени» представлял Николай Переверзев.
В первом матче чемпионата россияне со счётом 10:5 разгромили Кубу. Однако в следующем матче они потерпели самое крупное поражение в своей истории, уступив бразильцам со счётом 0:7. За этим поражением последовала рекордная победа в истории чемпионатов мира — россияне со счётом 31:2 обыграли сборную Соломоновых островов. Девять мячей тогда забил Пула, шесть — Сирило. В последнем матче группового этапа россияне благодаря хет-трику Хамадиева и дублю Прудникова обыграли японцев (9:1) и со второго места вышли в следующий раунд.
В первом матче второго раунда соперником россиян стали испанцы. Благодаря голам Прудникова и Маевского россияне вели в счёте, однако сохранить преимущество не смогли. Итог матча — 5:2 в пользу испанцев. Настоящим триллером стал и матч против сборной Парагвая. Благодаря хет-трику Пулы и голу Шаяхметова россияне вели в счёте, однако за две минуты до конца встречи позволили парагвайцам сравнять счёт. Исход матча был решён на последней секунде, когда Шаяхметов оформил дубль, после того как Хамадиев и Пула отняли мяч у парагвайцев, и принёс победу России (5:4). В последнем матче раунда против сборной Аргентины россиянам для выхода в полуфинал было достаточно ничьей, которую они и добыли благодаря голам Душкевича и Прудникова (2:2).
В полуфинале россиян ждала сборная Бразилии, которой они крупно уступили несколькими днями ранее. Однако на этот раз команда Олега Иванова навязала хозяевам турнира серьёзную борьбу. Голы Пулы и Хамадиева против трёх голов бразильцев долгое время сохраняли интригу в матче, и лишь за три минуты до конца россияне пропустили четвёртый мяч, установивший итоговый счёт — 2:4. Соперником сборной России в матче за третье место стала сборная Италии. Гол Душкевича в начале второго тайма установил ничейный счёт 1:1, державшийся до самой концовки матча. Однако на предпоследней минуте вторую жёлтую карточку получил Шаяхметов и игравшие в большинстве итальянцы забили за 13 секунд до конца второго тайма.
Хотя россияне и не сумели выиграть медали, многие игроки команды были отмечены по итогам турнира. Пула с 16 забитыми мячами стал лучшим бомбардиром турнира, также в десятку снайперов вошли Хамадиев, Шаяхметов, Сирило и Прудников. Последний также вошёл в символическую сборную турнира и был признан по итогам 2008 года лучшим молодым игроком мира по версии «UMBRO Futsal Awards». А Зуев был признан ими лучшим вратарём мира.

### Неудача на чемпионате Европы (2010)
Чемпионат Европы по мини-футболу 2010 прошел с 19 по 30 января в Венгрии. Сборная России попала в Группу С, где ей противостояли Сербия и Словения.
В первом матче Россия уверенно разобралась со сборной Словении. Счет в матче открыл Павел Чистополов, после чего соперник сумел выровнять игру. В конце первого тайма Чистополов оформил дубль, а следом Пула упрочил преимущество России. Во второй половине игры команды обменялись голами, а точку в матче поставил Владислав Шаяхметов.
Судьба первой строчки в группе А решалась в очном противостоянии России и Сербии. Матч получился очень результативным, хотя до середины первого тайма речи об этом не шло. Чистополов вновь открыл счет, а Константин Маевский удвоил преимущество России на первой минуте второго тайма, однако сербы смогли перевернуть игру. В период с 29 по 35 минуту Сербия четырежды поразила ворота сборной России, на что подопечные Сергея Скоровича ответили одним голом.
В 1/4 финала сборная России попала на Испанию и смогла дать серьезный бой одной из лучших футзальных держав мира. Основное время игры завершилось без забитых мячей, а в серии послематчевых пенальти удачливее оказались испанцы – 7:6. Таким образом, сборная России завершила выступление на ЧЕ-2010 на четвертьфинальной стадии.

### Три европейских «серебра» подряд (2012—2016)
На групповом этапе чемпионата Европы 2012 Россия разгромила Турцию 5:0 и сыграла вничью с Италией 2:2, чего хватило для выхода с первого места. В четвертьфинале Россия обыграла в упорном матче Сербию 2:1, в полуфинале хозяев Хорватию 2:4.
Финал получился драматичным. Россия играла с Испанией. На 34-й минуте Пула вывел сборную России вперёд. Далее на 36 минуте Сирило получил красную карточку. России пришлось играть 2 минуты втроём против пятерых испанцев, заменивших вратаря на полевого игрока. У России были шансы забить в пустые ворота, но испанцы успевали вовремя перехватить мяч. До конца матча оставалось 35 секунд, когда передача Кике, облачённого в форму вратаря, на Серхио Лозано привела к голу последнего. 1:1. На 3-й минуте первого тайма дополнительного времени Серхио Лозано оформил дубль мощнейшим ударом под перекладину. Атаки России впятером не привели к желаемому результату. Третий гол Испании произошёл уже после финальной сирены, но так как Серхио Лозано успел пробить до неё, то мяч, зашедший в пустые ворота, был засчитан. Лозано оформил хет-трик, а матч закончился победой Испании 1:3.
На чемпионате Европы 2014 Россия обыграла в группе Нидерланды 7:1 и сыграла вничью с Португалией 4:4, чего снова хватило для выхода с первого места. Затем последовал разгром Румынии в четвертьфинале 6:0. В полуфинале Россия встретилась со сборной Испании. Ведя со счётом 3:2, Россия снова пропустила в момент, когда испанцы играли впятером. Снова овертайм. На этот раз Россия забила гол и повела 4:3. Испания не отыгралась.
В финале Россия встречалась с Италией. После первого тайма счёт был 1:3 в пользу Италии. За второй тайм счёт не изменился.
На чемпионате Европы 2016 Россия провела тяжелейший групповой этап, обыграв сборную Казахстана 2:1, впоследствии ставшей бронзовым призёром, а затем сыграв вничью с Хорватией 2:2. Этого снова хватило для выхода с первого места. В четвертьфинале была разгромлена сборная Азербайджана 6:2. Тяжелейшим матчем стало противостояние с хозяевами турнира Сербией. Россия смогла выиграть лишь в дополнительное время 3:2.
В финале России противостояла Испания. Множество нелепых ошибок в обороне привели к четырём голам за первый тайм и лишь одним Россия ответила. Большую часть второго тайма Россия играла впятером, но получила в пустые ворота 3 мяча, забив лишь два. Результат матча 3:7. Провальный финал заставил Сергея Скоровича задуматься об изменениях в составе, которые последовали на чемпионате мира 2016.

### Серебряные медали чемпионата мира (2016)
Чемпионат мира 2016 года, прошедший в Колумбии, стал историческим для России: команда Сергея Скоровича впервые вышла в финал, выиграв все шесть матчей на пути к нему. В заявке сборной России из 14 игроков было 4 бразильца: Густаво, Робиньо, Эдер Лима и Ромуло. Сирило перед началом турнира получил травму и был исключён из состава. На групповом этапе Россия обыграла команды Таиланда (6:4), Египта (6:1) и Кубы (7:1). В 1/8 финала сборная России разгромила команду Вьетнама (7:0), а в 1/4 финала вышла на Испанию и сенсационно выбила её, разгромив 6:2 (Испания к тому моменту потеряла ряд ключевых игроков). В полуфинале Россия сломила сопротивление сборной Ирана, будущих бронзовых призёров турнира, обыгравших в 1/8 финала Бразилию, со счётом 4:3.
В финале россиян ждала команда Аргентины: после первого тайма аргентинцы вели 2:1, сравняв счёт сразу же после гола россиян (забил Эдер Лима) и реализовав 10-метровый в конце. Во втором тайме Россия усилиями Эдера Лимы сравняла счёт и столь быстро же пропустила два гола. Затем Россия начала игру впятером и вскоре получила пятый мяч в пустые ворота. Только после этого команда Сергея Скоровича перешла к решительным действиям: Дмитрий Лысков отыграл один мяч, а за 19 секунд до свистка Эдер Лима забил и четвёртый гол сборной, оформив свой хет-трик, но времени на спасение у россиян не оставалось. Аргентина выиграла впервые в истории чемпионат мира, впервые к тому же и попав в финал. Россия же завоевала серебряные медали и улучшила свой личный рекорд: последний раз медали чемпионата мира доставались россиянам ровно 20 лет назад.

### Третье место на чемпионате Европы (2018)
11-й Чемпионат Европы по мини-футболу прошёл в Словении (впервые в этой стране) с 30 января по 10 февраля 2018 года. Это последний европейский чемпионат, в финальной части которого приняли участие 12 сборных.
Групповой этап для сборной России прошел непросто. Первый матч против сборной Польши получился очень нервным, что вылилось в большое количество технического брака и единоборств. Долгое время на табло Арены Стожице в Любляне горели нули, но на 36-й минуте игры Иван Чишкала вывел сборную России вперед. Поляки перешли на игру в пять полевых игроков и сумели преуспеть – Михаил Кубик сравнял счет за девять секунд до финального свистка.
Во второй встрече сборная России встречалась с грозным Казахстаном. Эдер Лима открыл счет на второй минуте, на что казахи ответили мячом Дугласа Джуниора в начале второго тайма.
В оставшееся время команды так и не сумели выявить победителя. Дважды сыграв вничью, сборная России вышла в плей-офф со второго места.
В четвертьфинале Чемпионата Европы Россия сыграла со сборной Словении. Встреча прошла в невероятной атмосфере при полном аншлаге, а хозяева турнира смогли дать бой россиянам.
Первая половины игры завершилась без забитых мячей, а во второй 20-минутке голы Эдера Лимы и Робиньо позволили сборной России отпраздновать успех – 2:0.
В полуфинале ЧЕ-2018 России предстоял матч против сборной Португалии. Россияне здорово начали игру и открыли счет уже на 4-й минуте благодаря точному удару Эдера Лимы. Португальцы ответили двумя мячами во втором тайме, после чего сборная России перешла на игру в пять полевых игроков. В одном из эпизодов судьи не заметили игру рукой вратаря сборной Португалии Андре Соуза за пределами вратарской, после чего соперник отправил мяч в пустые ворота сборной России. Эдер Лима отквитал один мяч за несколько секунд до конца второго тайма, но времени на то, чтобы сравнять счет у подопечных Сергея Скоровича уже не было.
В битве за «бронзу» сборная России вновь сошлась с Казахстаном. Россия имела множество моментов для взятия ворот, но вдохновенную игру провел голкипер сборной Казахстана Лео Игита. Единственный мяч забил Эдер Лима на 29-й минуте игры. Россия – бронзовый медалист Чемпионата Европы 2018.

### Неудача на чемпионате мира (2021)
Чемпионат мира по мини-футболу 2021 — 9-й чемпионат мира по мини-футболу ФИФА, финальный турнир которого проходил с 12 сентября по 3 октября 2021 года в Литве в городах Вильнюс, Каунас и Клайпеда. Изначально турнир должен был пройти в 2020 году, однако из-за всемирной пандемии COVID-19 был перенесен на год.
Сборная России попала в группу В, где ее соперниками стали сборные команды Узбекистана, Гватемалы и Египта.
В виду решения Спортивного арбитражного суда (CAS) в Лозанне, который в декабре отстранил российских спортсменов от участия в крупных международных соревнованиях под национальным флагом на два года до 16 декабря 2022 года после лишения РУСАДА статуса соответствия Всемирным антидопинговым агентством.
Место гербовой символики на форме национальной сборной России по мини-футболу заняло название бренда коммуникационной кампании Российского футбольного союза (РФС) «Наши парни».
В первом туре соперником сборной России стала команда из Египта. С первых секунд матча россияне доминировали на площадке и к перерыву трижды поразили ворота соперника. Во второй половине игры россияне забили еще шесть мячей и с отличной разницей забитых и пропущенных мячей возглавили свой квартет.
В непростом матче с Узбекистаном сборная России досрочно вышла в плей-офф. Робиньо и Артем Ниязов создали комфортный задел в первом тайме, но узбекская команда не опустила руки и во второй половине игры сумела сравнять счет. Победу сборной России принес Артем Ниязов, оформивший по итогу встречи хет-трик.
В заключительной игре группы В Россия уверенно разобралась со сборной Гватемалы. В первом тайме отличились Андрей Афанасьев, Янар Асадов и Сергей Абрамов. Гватемала ответила голом с пенальти, а точку в матче поставил Артем Антошкин – 4:1.
В 1/8 финала Чемпионата Мира сборная Россия сломила сопротивление Вьетнама. Робиньо открыл счет на 11-й минуте игры, Вьетнам сумел отыграться спустя семь минут, но следом Иван Чишкала оформил дубль. В конце второго тайма азиатская сборная перешла на игру в пять полевых игроков и смогла отыграть один мяч, но в оставшиеся секунды сборная России уверенно сохранила минимальное преимущество.
Четвертьфинальная битва России и Аргентины стала настоящим украшением турнира. В первом тайме команды создали немалое количество голевых моментов, но вратари действовали на последнем рубеже блестяще.
Во втором тайме Куццолино вывел аргентинцев вперед, на что сборная России ответила голом Артема Антошкина. Судьба встречи решилась в серии послематчевых пенальти. Решающий 6-метровый не реализовал Ромуло.

### Поражение в финале чемпионата Европы (2022)
12-й Чемпионат Европы по футзалу и 1-й в новом формате прошëл с 19 января по 6 февраля 2022 в Нидерландах. Из-за неблагоприятных эпидемиологических условий допуск болельщиков на матчи был разрешён лишь с 26 января, поэтому групповой этап прошел без зрителей. Жеребьевка финального этапа отправила сборную России в группу С вместе со Словакией, Хорватией и Польшей.
В первом матче турнира Россия разгромила Словакию со счетом 7:1. Артём Антошкин оформил хет-трик и дублем отметился Антон Соколов. Кроме того, в составе сборной России отличились Робиньо и Иван Милованов.
Игра с Хорватией также прошла при полной доминации россиян. Артем Антошкин, Паулиньо и Иван Чишкала трижды поразили ворота хорватов в первом тайме, а точку в матче поставил все тот же Антошкин.
В заключительном матче группового этапа Россия обыграла Польшу – 5%1. Счет в матче открыл Антон Соколов, а мяч Данила Давыдова упрочил преимущество команды Сергея Скоровича. Поляки ответили голом Себастьяна Лещака за 36 секунд до свистка на перерыв.
Во второй половине игры сборная России быстро остудила пыл поляков. Иван Чишкала оформил дубль, а последний гол на счету Ивана Милованова.
В четвертьфинале турнира Россия встречалась со сборной Грузии, ведомой многолетним лидером команды Звиадом Купатадзе. Первый гол забил Артем Ниязов на 23-й минуте матча, но грузины ответили мячом Бруно Петри спустя минуту. Россия продолжила давление на ворота соперника, что вылилось в забитый мяч Ивана Чишкалы. Грузии пришлось снимать вратаря, но реализовать численное большинство ей не удалось. Более того, за несколько секунд до конца основного времени матча Иван Чишкала отправил мяч в пустые ворота.
Полуфинальный матч против сборной Украины вызвал небывалый ажиотаж на турнире в связи с политическим контекстом и решением УЕФА и ФИФА разводить клубы и сборные стран на групповом этапе любого турнира. Игра прошла в обоюдоострой борьбе, украшением которой стал победный гол ударом «ножницами» Артема Ниязова, а также сейв Дмитрия Путилова во время 6-метрового удара на последних секундах основного времени матча.
В долгожданном финальном матче против Португалии сборная России была как никогда близка к долгожданному трофею.  К 13-й минуте игры усилиями Антона Соколова и Андрея Афанасьева Россия создала комфортное преимущество, но португальцы смогли перевернуть игру, забив в ворота Дмитрия Путилова три мяча. Сборная России отдала все силы, чтобы свести основное время матча вничью, однако сделать этого не удалось, а на последней секунде игры Пани Варела поставил финальную точку в матче – 2:4, сборная России довольствовалась серебряными медалями.

## Турнирные достижения

### Чемпионаты мира
| Год   | Раунд турнира        | Матчи | Победы | Ничьи | Поражения | Забито | Пропущено |
| ----- | -------------------- | ----- | ------ | ----- | --------- | ------ | --------- |
| 1992  | 9-е место            | 3     | 1      | 1     | 1         | 20     | 16        |
| 1996  | 3-е место            | 8     | 4      | 2     | 2         | 29     | 17        |
| 2000  | 4-е место            | 8     | 4      | 0     | 4         | 37     | 24        |
| 2004  | Не квалифицировались |       |        |       |           |        |           |
| 2008  | 4-е место            | 9     | 4      | 1     | 4         | 71     | 32        |
| 2012  | 1/4 финала           | 5     | 4      | 0     | 1         | 32     | 3         |
| 2016  | 2-е место            | 7     | 6      | 0     | 1         | 40     | 16        |
| 2021  | 1/4 финала           | 5     | 4      | 1     | 0         | 21     | 6         |
| 2024  | Не допущена          |       |        |       |           |        |           |
| Итого | 7                    | 45    | 27     | 5     | 13        | 250    | 114       |

### Чемпионаты Европы
| Год   | Раунд турнира | Матчи | Победы | Ничьи | Поражения | Забито | Пропущено |
| ----- | ------------- | ----- | ------ | ----- | --------- | ------ | --------- |
| 1996  | 2-е место     | 4     | 3      | 0     | 1         | 17     | 10        |
| 1999  | 1-е место     | 5     | 3      | 2     | 0         | 23     | 14        |
| 2001  | 3-е место     | 5     | 3      | 0     | 2         | 14     | 9         |
| 2003  | 6-е место     | 3     | 1      | 0     | 2         | 5      | 6         |
| 2005  | 2-е место     | 5     | 3      | 0     | 2         | 15     | 10        |
| 2007  | 3-е место     | 5     | 3      | 0     | 2         | 13     | 12        |
| 2010  | 1/4 финала    | 3     | 1      | 1     | 1         | 8      | 5         |
| 2012  | 2-е место     | 5     | 3      | 1     | 1         | 14     | 8         |
| 2014  | 2-е место     | 5     | 2      | 2     | 1         | 21     | 11        |
| 2016  | 2-е место     | 5     | 3      | 1     | 1         | 16     | 14        |
| 2018  | 3-е место     | 5     | 2      | 2     | 1         | 7      | 5         |
| 2022  | 2-е место     | 6     | 5      | 0     | 1         | 24     | 9         |
| Итого | 12            | 56    | 32     | 9     | 15        | 177    | 113       |

## Последние игры
| Дата                | Арена                                | Соперник   | Счёт | Статус матча | Игроки, забившие мяч за Россию           |
| ------------------- | ------------------------------------ | ---------- | ---- | ------------ | ---------------------------------------- |
| 19 сентября 2023 г. | СК «Лан Бинь Танг Холл», Хошимин (г) | Вьетнам    | 3:3  | ТМ           | Пирогов, Фархутдинов, Асадов             |
| 7 октября 2023 г.   | ДС «Уручье», Минск (г)               | Беларусь   | 6:0  | ТМ           | Асадов (2), Телегин, Прудников, Соколов  |
| 8 октября 2023 г.   | ДС «Уручье», Минск (г)               | Беларусь   | 3:2  | ТМ           | Асадов, Фахрутдинов (2)                  |
| 18 декабря 2023 г.  | СК «Туби», Лар (г)                   | Иран       | 2:3  | ТМ           | Ниязов, Орлов                            |
| 19 декабря 2023 г.  | СК «Туби», Лар (г)                   | Иран       | 6:2  | ТМ           | Кудзиев (4), Фахрутдинов, Карпов         |
| 1 февраля 2024 г.   | ФОК «Мещерский», Нижний Новгород (д) | Узбекистан | 4:2  | ТМ           | Антошкин, Понкратов, Асадов (2)          |
| 3 февраля 2024 г.   | ФОК «Мещерский», Нижний Новгород (д) | Узбекистан | 5:1  | ТМ           | Понкратов (2), Антошкин (2), Соколов     |
| 13 апреля 2024 г.   | СК «Nova Arena», Санкт-Петербург (д) | Сербия     | 5:5  | ТМ           | Чишкала, Валеев, Фархутдинов, Ниязов (2) |
| 15 апреля 2024 г.   | СК «Nova Arena», Санкт-Петербург (д) | Сербия     | 5:0  | ТМ           | Ниязов, Чишкала, Понкратов, Багиров (2)  |

1. ↑  Первым указано число голов, забитых в ворота соперника.

| - д — матч в России (домашний) - г — матч на поле соперника (гостевой) - н — матч на нейтральном поле - ТМ — товарищеский матч - а/г — автогол |

## Состав
| №          | Игрок              | Дата рождения             | Клуб         | Матчи (голы) | Дебют за сборную |
| Вратари    | Вратари            | Вратари                   | Вратари      | Вратари      | Вратари          |
| ---------- | ------------------ | ------------------------- | ------------ | ------------ | ---------------- |
| 16         | Дмитрий Путилов    | 5 декабря 1994 (30 лет)   | КПРФ         | 46 (0)       |                  |
| 1          | Кирилл Щурок       | 20 апреля 1997 (28 лет)   | Ухта         | 8 (0)        |                  |
| 12         | Денис Субботин     | 2 апреля 2002 (23 года)   | Тюмень       | 5 (0)        |                  |
| Универсалы |                    |                           |              |              |                  |
| 11         | Дмитрий Прудников  | 6 января 1988 (37 лет)    | Ухта         | 26 (8)       |                  |
| 7          | Павел Карпов       | 6 апреля 2000 (25 лет)    | Синара       | 8 (2)        |                  |
| 12         | Никита Фахрутдинов | 20 мая 1993 (32 года)     | Синара       | 16 (5)       |                  |
| 9          | Янар Асадов        | 11 октября 1995 (29 лет)  | КПРФ         | 42 (29)      |                  |
| 11         | Иван Чишкала       | 11 июля 1995 (30 лет)     | Бенфика      | 49 (30)      |                  |
| 13         | Антон Соколов      | 28 февраля 1999 (26 лет)  | Спортинг     | 17 (8)       |                  |
| 17         | Валерий Демин      | 24 марта 1995 (30 лет)    | Синара       | 21 (6)       |                  |
| 9          | Руслан Кудзиев     | 12 февраля 1995 (30 лет)  | Норникель    | 35 (20)      |                  |
| Нападающие |                    |                           |              |              |                  |
| 18         | Андрей Понкратов   | 2 июля 1997 (28 лет)      | Газпром-Югра | 24 (8)       |                  |
| 10         | Артем Ниязов       | 30 июля 1996 (29 лет)     | Эль-Посо     | 68 (31)      |                  |
| 5          | Григорий Валеев    | 30 апреля 1999 (26 лет)   | Синара       | 7 (1)        |                  |
| 4          | Артем Антошкин     | 17 декабря 1993 (31 год)  | Тюмень       | 31 (21)      |                  |
| 9          | Сергей Абрамов     | 9 сентября 1990 (34 года) | Синара       | 76 (20)      |                  |

### Недавние вызовы
Менее года с момента последнего вызова.
| Игрок              | Дата рождения             | Клуб              | Матчи (голы) | Дебют за сборную                  |
| Вратари            | Вратари                   | Вратари           | Вратари      | Вратари                           |
| ------------------ | ------------------------- | ----------------- | ------------ | --------------------------------- |
| Дмитрий Юдин       | 9 июня 2003 (22 года)     | Сибиряк           | 1 (0)        | против Сербии 15 апреля 2024 г.   |
| Андрей Павлов      | 19 ноября 1996 (28 лет)   | Ухта              | 2 (0)        | против Сербии 13 апреля 2024 г.   |
| Александр Телегин  | 7 сентября 1990 (34 года) | Торпедо           | 2 (0)        | против Беларуси 7 октября 2023 г. |
| Алексей Лялин      | 19 февраля 1991 (34 года) | Норильский никель | 2 (0)        | против Беларуси 7 октября 2023 г. |
| Зураб Калмахелидзе | 19 ноября 1996 (28 лет)   | Газпром-Югра      | 1 (0)        | против Беларуси 7 октября 2023 г. |

## Тренерский штаб
| Должность       | Тренер           |
| --------------- | ---------------- |
| Главный тренер  | Бесо Зоидзе      |
| Тренер вратарей | Сергей Соколов   |
| Менеджер        | Андрей Ткачук    |
| Пресс-атташе    | Владимир Ребров  |
| Администратор   | Алексей Фомин    |
| Врач            | Владимир Воронин |
| Массажист       | Андрей Филиппов  |
| Видеооператор   | Артём Федорин    |

## Рекордсмены
По состоянию на 1 июня 2021 года.

### Наибольшее количество матчей
- Иван Милованов — 101 матч
- Сергей Абрамов — 89 матчей
- Владислав Шаяхметов — 85 матчей
- Сергей Сергеев — 84 матча
- Николай Переверзев — 81 матч
- Константин Маевский — 79 матчей
- Пула — 77 матчей

### Лучшие бомбардиры
- Константин Ерёменко — 122 гола

## Главные тренеры
| Период     | Тренер              | Продолжительность | Достижения |
| ---------- | ------------------- | ----------------- | ---------- |
| 1991—1997  | Семён Андреев       | 6 лет             |            |
| 1997—1998  | Александр Рымко     | 1 год             |            |
| 1999—2001  | Михаил Бондарев     | 2 года            |            |
| 2002—2003  | Евгений Ловчев      | 1 год             |            |
| 2003—2008  | Олег Иванов         | 5 лет             |            |
| 2009—2022  | Сергей Скорович     | 14 лет            |            |
| 2022       | Константин Маевский | 1 год             |            |
| 2023—н. в. | / Бесик Зоидзе      |                   |            |